# أليكس ويتل
أليكس ويتل (بالإنجليزية: Alex Whittle) هو لاعب كرة قدم بريطاني في مركز الدفاع، ولد في 15 مارس 1993 في ليفربول في المملكة المتحدة. لعب مع دونفرملين أثلتيك وفوريست غرين ونادي ساوثبورت ونادي يورك سيتي.

## وصلات خارجية
- أليكس ويتل على موقع قاعدة بيانات كرة القدم.إي يو (الإنجليزية)
- أليكس ويتل على موقع Soccerbase.com (لاعب) (الإنجليزية)
- أليكس ويتل على موقع Soccerway.com (الإنجليزية)